# Crooked Creek (affluent de la rivière Meramec)
Pour les articles homonymes, voir Crooked Creek.
Crooked Creek est un ruisseau des comtés de Crawford et de Dent, dans l'État américain du Missouri. C'est un affluent de la rivière Meramec.
Le cours supérieur du ruisseau prend sa source dans l'est du comté de Dent, juste au nord de la route de comté 404 et à 11,5 miles à l'est-nord-est de Salem. Le ruisseau coule généralement vers le nord-ouest en traversant la Missouri Route TT, juste à l'est de Sligo, et entre dans le comté de Crawford. Il traverse la route 19 du Missouri à 4,5 miles au sud-ouest de Cherryville, et continue vers le nord-ouest en passant par Keysville et sous la route M du Missouri jusqu'à sa confluence avec le Meramec, à 1,5 miles au nord de Wesco,.
Crooked Creek est ainsi nommé en raison de son cours sinueux.